# Suzy Falk
Pour les articles homonymes, voir Falk.
Suzy Falk est une actrice belge née à Düsseldorf (Allemagne) le 23 novembre 1922 et morte le 6 juillet 2015 à Bruxelles. 

## Biographie

### Jeunesse
Suzy Falk naît à Düsseldorf le 23 novembre 1922 de parents juifs allemands aisés. Afin de fuir le régime nazi, elle arrive en Belgique en 1934, à l'âge de 12 ans, avec sa famille,, cette dernière souhaitant y créer une petite entreprise. Ses parents envisagent cependant par la suite de partir pour les États-Unis, mais son père meurt d’une crise cardiaque en 1939. Quand les nazis arrivent en Belgique en mai 1940, les frères de Suzy Falk partent pour la Grande-Bretagne et ses oncles et tantes pour les États-Unis. Suzy reste cependant à Bruxelles avec sa mère, cette dernière n'ayant pas pu vendre leurs biens immobiliers à temps, et doit porter l'étoile jaune. Elle se met à travailler à l'hôpital israélite d'Ixelles, tout en prenant des cours particuliers de théâtre. Dans la nuit du 11 au 12 octobre 1943, sa mère et elle se font arrêter par la Gestapo, mais grâce à de faux certificats de maladie déclarant que Suzy Falk était tuberculeuse et sa mère cardiaque, elles sont relâchées. Sa mère part ensuite se cacher chez un boulanger, tandis que Suzy vit « au jour le jour », dormant dans sa cave ou chez des amis.

### Carrière
Suzy Falk commence sa carrière dans le théâtre après la guerre, en 1945. 
Au début des années 1960, elle a travaillé en tant que scribe pour la radio au Québec, « ICI Radio-Canada ».
En 2011, elle interprète son dernier rôle, Madeleine (dite « La Vieille »), dans la pièce Rue des Jonquilles de René Bizac,.

### Décès
Suzy Falk meurt le 6 juillet 2015, à l’âge de 92 ans, à Bruxelles,,.
La chaîne radio belge La Première diffuse durant l’été 2015 une série de 10 émissions en hommage à la comédienne.

## Théâtre
- 1946 : Ondine de Jean Giraudoux
- 1956 : Le Revizor de Nicolas Gogol
- 1956 : La Bonne Âme du Se-Tchouan de Bertolt Brecht
- 1966 : L'Instruction (en) de Peter Weiss
- 1965 : Mère Courage et ses enfants de Bertolt Brecht
- 1970 : Vous vivrez comme des porcs de John Arden
- 1974 : Noces de sang de Federico García Lorca
- 1977 : L'Opéra de quat'sous de Bertolt Brecht
- 1979 : Chers zoiseaux de Jean Anouilh
- 1989 : Ni chair ni poisson de Rudy Geldhof (nl)
- 1989 : L'Annonce faite à Marie de Paul Claudel
- 1992 : La Balade du Grand Macabre de Michel de Ghelderode
- 1997-1998 : L’Ange couteau de Jean Sigrid
- 2000 : La Peur dévore l'âme de Rainer Werner Fassbinder
- 2000 : Chaos debout de Véronique Olmi
- 2001-2002 : Oh les beaux jours de Samuel Beckett
- 2002-2003 : Un mois à la campagne d’Ivan Tourgueniev
- 2002-2014 : Suzy raconte[11],[12] (one woman show et mise en scène)
- 2004 : Pygmalion de George Bernard Shaw
- 2004 : Oncle Vania d’Anton Tchekhov
- 2005 : Sokott d’Éric Durnez
- 2005 : Le Silence des mères de Pietro Pizzuti
- 2010 : Les Monstres de Baudelaire de Fabien Franchitti (voix - cameo)
- 2011 : Rue des Jonquilles de René Biza (dont elle fait ses adieux à la scène)

## Filmographie
- 1967 : Ultra je t'aime de Patrick Ledoux
- 1969 : Mardi, c’est donc la Belgique de Mel Stuart : la femme du sergent allemand
- 1970 : La Rupture de Claude Chabrol : Madame Roare, la voisine d'Hélène
- 1972 : La Pente douce de Claude d’Anna : la femme de chambre
- 1972 : Dernier appel (L’assassino… è al telefono) d'Alberto De Martino
- 1974 : Les Brigades du Tigre de Victor Vicas, épisode : La Main noire : Mlle Saudemont
- 1975 : Les Baiseuses de Jack Guy
- 1975 : Souvenir of Gibraltar de Henri Xhonneux : la fermière
- 1976 : Berthe de Patrick Ledoux : la mère
- 1976 : Le Choix de Jacques Faber : Simone, une comédienne
- 1976 : Rue Haute d’André Ernotte : la crémière
- 1980 : Mama Dracula de Boris Szulzinger : la nounou
- 1982 : Bruxelles-transit de Samy Szlingerbaum
- 1985 : Les Lendemains qui chantent de Jacques Fansten : Madame Nussbaum
- 1990 : Un été après l’autre (ou Impasse de la Vignette) d’Anne-Marie Étienne : Madame Lisa
- 1993 : Embrasse-moi vite de Gérard Marx
- 1998 : Mon père des jours impairs d'André Chandelle : Josy
- 1999 : Les Belles Salades de Johan Knudsen
- 2000 : Léopold de Joël Séria : Doly
- 2002 : Écho de Frédéric Roullier-Gall
- 2004 : Madame Édouard de Nadine Monfils : la dame au chapeau
- 2004 : Africains poids moyens, court métrage de Daniel Cattier
- 2007 : La Tête de maman de Carine Tardieu : Mamie
- 2007 : Dernier Voyage, court métrage de Pierre Duculot : Huguette
- 2007 : Le Plus Long Détour, court métrage d’Anton Stettner : la dame de Zaventem

## Distinctions
- 1990 : Ève du Théâtre pour Ni chair ni poisson de Rudy Geldhof (nl) et L’Annonce faite à Marie de Paul Claudel [4]
- 2001 : Prix du Théâtre de la « meilleure comédienne » pour son rôle dans Chaos debout de Véronique Olmi[11],[4]

## Expositions rétrospectives
- 2015-2016 : Moi, Suzy Falk, aux Archives et Musée de la littérature, Bruxelles[13]